# Naca7
naca7 ist eine österreichische Band aus Schwechat in Niederösterreich. Im Jahr 2001 war die Band für den FM4 Award, der im Rahmen der Amadeus Austrian Music Award verliehen wird, nominiert.

## Bandgeschichte
Der Bandname Naca bezieht sich auf den sogenannten NACA-Score. Stufe 7 bezeichnet dort eine „Tödliche Verletzung/Erkrankung ohne Reanimation oder Rea erfolglos“. 1997 von Michael „m.g.“ Girsa (Schlagzeug), Simon „es-j“ Jahn (Gesang, Gitarre) und Christopher Schnell (E-Bass) gegründet, trat die Band zum ersten Mal im Stand Up Club von Fischamend auf. Es folgte 1998 der Release ihrer ersten, namenlosen Demo-CD, einer Extended Play mit zwei Liedern. 2000 kam Christian Hochi als zweiter Gitarrist zur Band. Im gleichen Jahr veröffentlichte die Band eine zweite EP namens Welcome, ebenfalls als Eigenproduktion. Diese wurde im englischen Metal Hammer zum „Demo des Monats“ gewählt. Es folgten zwei Tourneen mit Cortizone und den Emil Bulls im Oktober 2001. Im gleichen Jahr war die Band als Newcomer für den FM4 Award, der im Rahmen der Amadeus Austrian Music Award verliehen wird, nominiert. Es gewannen allerdings Waxolutionists. Es handelte sich um die erste Verleihung des Preises für die neu geschaffene Kategorie. Die Sieger wurden von den FM4-Hörern bestimmt.
Am 9. Dezember 2003 erschien ihr Debütalbum Several Reasons to Die For über das Label Acute (Edel). Bernhard Gittenberger und Eddie Sieblik produzierten das Album, von Birgit Denk von Denk half ihnen als Vocal-Coach. Die Release Party fand am gleichen Tag in der Arena Wien statt. Naca7 waren die erste Band, die in der neu eröffneten „Großen Halle“ spielen durfte.
2005 folgte das zweite Album Barricades on Fire. Bei der Produktion wurde die Band wiederum von Birgit Denk und Bernhard Gittenberger (Recordable Studio) unterstützt. Das Albumartwork stammt von Milo (mechzilla, ex-Schönheitsfehler). Als Gastsänger waren Birgit Denk, Marcus Smaller (3 Feet Smaller) und Titi Tinhof (Denk) vertreten. Eine Coverversion des Beatles-Klassikers Come Together befindet sich auf dem Album. Am 2006 und 2007 spielte die Band auf dem Festival Two Days a Week in Wiesen, Burgenland.
Die Band beteiligte sich 2006 an einer MediaMarkt-Werbekampagne. Sie schrieben den Titelsong zum 40-minütigen Pseudo-Horrorfilm Dad’s Dead. Am 16. Mai 2007 erschien das dritte Album The Alliance Has Failed, diesmal auf dem Label Rebeat.
2012 folgte das bisher letzte Album Hall of Fame über Acute (Vertrieb: Hoanzl). Wieder einmal trat Birgit Denk als Gastsängerin in Erscheinung. Auch Woifal „12A“ Pendl von Boon ist auf dem Album zu hören. Das Artwork stammte diesmal von Christopher Schnell selbst.
2014 erschien eine Split-EP mit der Band Mantan, bei der sich die beiden Bands gegenseitig coverten. Es handelte sich um einen Vinyl-only-Release.

## Musikstil
besonders am Anfang war die Band im Wesentlichen von der Nu-Metal-Welle der späten 1990er beeinflusst. Insbesondere das erste Demo Welcome erinnerte an Limp Bizkit, Deftones, Soulfly und Korn. Die Band selbst bezeichnet ihren Stil als „Airport Hardcore“, eine Anspielung auf ihren Heimatort Schwechat, wo sich der international bekannte Flughafen Wien-Schwechat befindet. Darunter verstehen sie einen Hardcore-Stil, der sich mehr an den Grundtugenden „Geradlinigkeit, Ehrlichkeit, Verlässlichkeit, Zusammenhalt und Respekt“ orientiert, als an musikalischen Kriterien. Die Texte bewegen sich zwischen persönlichen Themen und Sozialkritik, sind meist recht klar formuliert, lassen aber auch andere Deutungen zu. Insbesondere auf späteren Alben kamen vermehrt Einflüsse aus dem Rock hinzu. Auf Hall of Fame lassen sich auch Balladen und vom Bluesrock beeinflusste Stücke finden, dazu ein in Mundart vorgetragenes Stück, ohne dass die Band ihre Hardcore-Punk-Ursprünge vergisst.

## Diskografie
Alben
- 2003: Several Reasons to Die For (Acute / Edel)
- 2005: Barricades on Fire (Acute / Edel)
- 2007: The Alliance Has Failed (Rebeat)
- 2012: Hall of Fame (Acute / Hoanzl)

Singles und EPs
- 1998: Demo (Eigenproduktion)
- 2000: Welcome (Eigenproduktion)
- 2006: Dad’s Dead
- 2014: Split EP mit Mantan